# Turbokarte

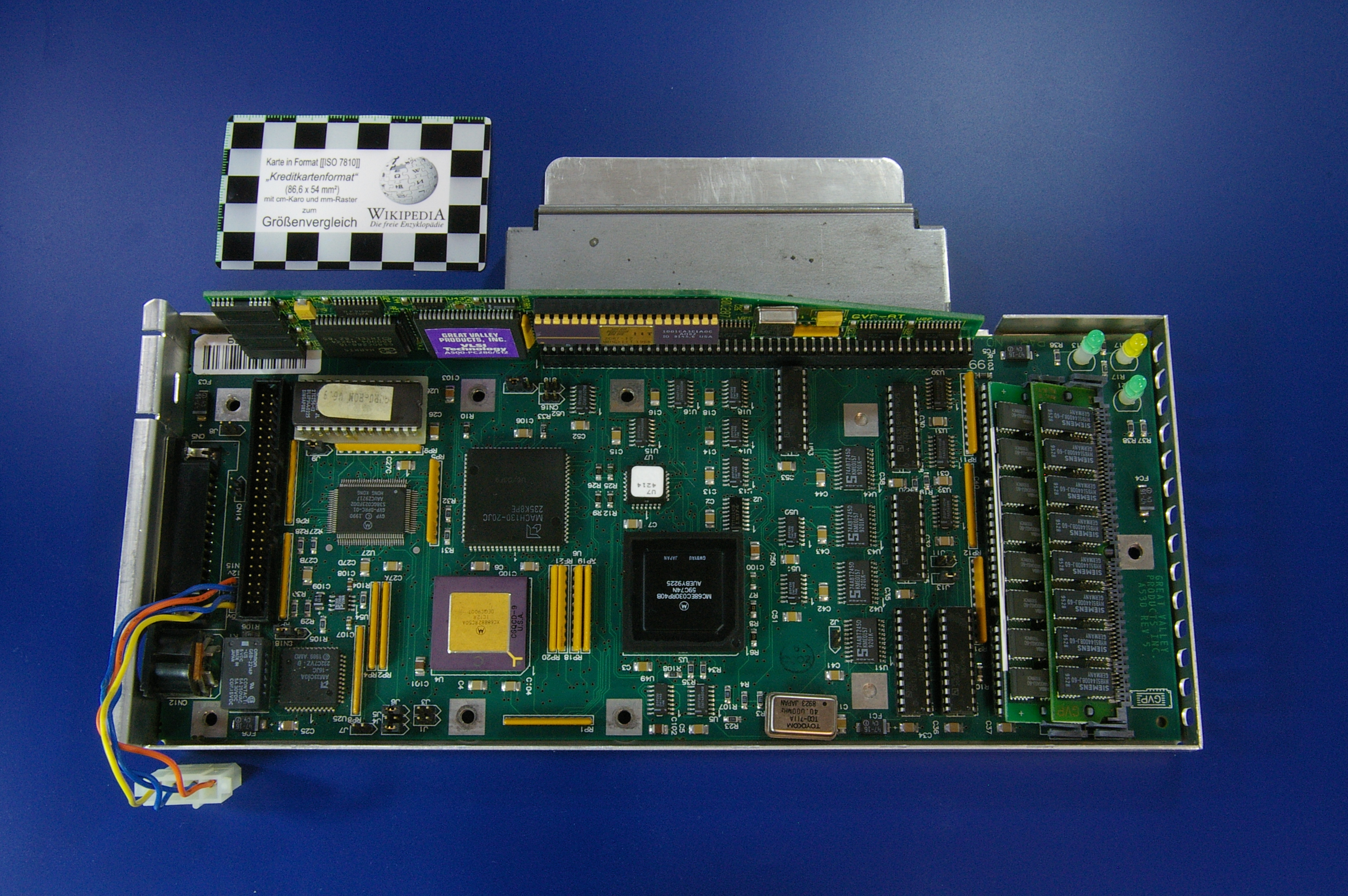
Turbokarte GVP A530

Turbokarten sind Erweiterungsplatinen, die eine eigene CPU besitzen und die Original-CPU des Rechners ersetzen. Turbokarten gibt es z. B. für Commodore-Amiga-, C-64- und Atari-ST-Computer.

## Amiga
Mit Ausnahme von späteren Versionen des Amiga 4000, der keine CPU auf der Hauptplatine besaß, sondern eine austauschbare CPU-Subplatine verwendete, verbleibt die Original-CPU i. a. R. ungenutzt (deaktiviert) im Rechner. Beim Amiga 500 wurde die CPU aus dem Bausteinsockel entnommen und durch eine passende Platine ersetzt.
Durch den Einsatz einer Turbokarte wird der Amiga erheblich beschleunigt. Dies hat mehrere Gründe:
1. Der Turbokarte enthält eine deutlich leistungsfähigere CPU als die Original-CPU (z. B. 68020 gegenüber 68000)
2. Die CPU der Turbokarte ist höher getaktet (z. B. 68030 mit 50 MHz gegenüber 68020 mit 14 MHz)
3. Die Turbokarte ist meist mit eigenem FastRAM ausgestattet, das über einen eigenen 32-Bit-Bus an die CPU angebunden ist und mit der Taktrate der CPU läuft.
4. Häufig ist auch ein Sockel für einen mathematischen Coprozessor (68881 bzw. 68882) vorgesehen, der allerdings nur spezielle Software beschleunigt.

Daneben enthalten Turbokarten oft schnelle Peripherie mit hohem Datendurchsatz, die direkt an den 32-Bit-Bus der CPU angekoppelt ist, wie z. B. SCSI-Controller oder später auch eine GPU.
Nachdem die Entwicklung des Amiga in den 1990er Jahren ins Stocken geraten war, wurde die Weiterentwicklung durch Fremdfirmen (wie Phase5) auf der Basis von Turbokarten fokussiert, weil auf diesen eigene Architekturen aufgebaut werden konnten, die die Nachteile der Original-Amiga-Hardware umgehen konnten.
Alle Turbokarten setzten einen Prozessor der Motorola-MC68000-Serie (68020, 68030, 68040 oder 68060) ein, auf dem der Code nativ laufen konnte. Ende der 1990er Jahre wurden von Phase5 auch Turbokarten mit den PowerPC-CPUs 603e und 604 angeboten. Diese verfügten als Hauptprozessor über einen 68040 oder 68060, auf dem der native Amiga-Code lief, und weiterhin über einen PowerPC als Coprozessor, der PPC-eigenen Code ausführte.
Die Firma Metabox plante und entwickelte ab 1999 dagegen auf Basis ihrer "JoeCard"-Reihe für den Apple Macintosh Prozessorkarten für den Amiga ("AmiJoe"), die ausschließlich über eine schnelle PowerPC-CPU (PPC 750) mit einer Taktfrequenz von 333 MHz (Amiga 1200) bzw. 400 MHz (Amiga 2000 / 3000 / 4000) verfügen sollten. Bei dieser Karte sollte der Amiga-Code mittels Emulation im Flash-ROM ausgeführt werden, trotzdem wäre mit einer ausgereiften 68k-Emulation eine fünfzig bis achtzig Prozent höhere Leistung (im Vergleich zu einem mit 50 MHz getakteten 68060-Prozessor) möglich gewesen. Die Pläne änderten sich mehrfach, schließlich konzentrierte sich Metabox ausschließlich auf die Karte für den Amiga 1200. Durch die Insolvenz der Firma im Jahr 2001 kam sie jedoch nicht über das Prototypenstadium hinaus.
Da das AmigaOS keinen PPC-Code enthielt, konnte der PPC aber nur selektive Aufgaben übernehmen. Mittelfristig sollte das Amiga-OS (ähnlich wie beim Apple Macintosh) vollständig von 68000er- auf PowerPC-Basis überführt werden, was jedoch aufgrund der schleppenden Weiterentwicklung des AmigaOS erst Jahre später durch die Firma Hyperion Entertainment umgesetzt wurde.
Moderne Turbokarten, die für die klassischen Amiga-Computer entwickelt und hergestellt werden, berücksichtigen in besonderer Weise die Architektur der alten Systeme und bieten Lösungen für Probleme, die mit zeitgenössischen Karten nicht immer gelöst werden konnten. So sind beispielsweise moderne Turbokarten trotz großem zur Verfügung gestellten Speicher in der Lage, das Abschalten des PCMCIA-Ports bei den Rechnern der Typen Amiga 600 bzw. Amiga 1200 zu verhindern, das bei älteren Karten mit großem Speicher häufig auftrat.